# Metarhizium frigidum
Metarhizium frigidum är en svampart som beskrevs av J.F. Bisch. & S.A. Rehner 2007. Metarhizium frigidum ingår i släktet Metarhizium och familjen Clavicipitaceae.   Inga underarter finns listade i Catalogue of Life.